# 華山1914文化創意産業園区
華山1914文化創意産業園区（かざん1914ぶんかそういさんぎょうえんく、繁体字: 華山1914文化創意產業園區; 簡体字: 华山1914文化创意产业园区; 拼音: Huàshān 1914 Wénhuà Chuàngyì Chǎnyè Yuánqū、英語: Huashan 1914 Creative Park）は、台湾台北市中正区にある商業・文化施設。華山1914文創園区や華山1914とも呼ばれる。運営は台湾文創発展基金会。
前身は日本統治時代の台湾に建てられた酒造工場で、1987年に操業停止してから廃墟状態となっていたが、2003年に文化省が管理を始め、2005年に華山1914文化創意産業園区としてオープンした。

## 沿革

### 酒造工場としての営業
1914年、日本統治時代の台湾に「芳醸株式会社酒造廠」という酒造工場が建築された。8年後の1922年には台湾で酒やタバコの専売制が施行され、「台灣總督府專賣局台北酒工場」という施設名に改称され、官営化した。太平洋戦争後の1946年には中華民国政府に接収され、「台灣省專賣局台北酒工廠」に、1947年には「台灣省菸酒公賣局第一酒廠」と改称した。
その後は多種の醸造酒や果実酒などを製造していたが、1987年に工場が林口区に移ったことを期に操業停止し、10年以上に亘って放置されて落書きなどの無法状態が続いた。

### 文化施設としての営業
操業停止から10年以上放置されていたが、2003年に行政院文化建設委員会（文化部の前身）が管理を始め、2005年に華山1914文化創意産業園区としてオープンした。
施設名の「華山」は初代台湾総督の樺山資紀の名前に、「1914」は酒造工場の建築年に由来している。
2019年現在、週末になると沢山のイベントが開催され、カフェや雑貨屋、ライブ会場、映画館、公園などがある。

## 主なテナント
- 未来市 - 2018年にできた雑貨屋で、アート作品や生活用品、食品、インテリア、化粧品などが33のブースでそれぞれ販売されている[9]。
- 華山Laugh&Peace Factory（吉本興業） - 吉本興業の台湾拠点で、日本の文化や情報を発信し、台湾の文化と融合をはかる事業をしている[10][11]。
- FabCafe Taipei（ロフトワーク） - ロフトワークが運営しているカフェ[12]。

## アクセス
- 台北捷運板南線・中和新蘆線 忠孝新生駅から徒歩4分[7]
- 台北捷運板南線 善導寺駅から徒歩9分[7]